# Södermanland-klass

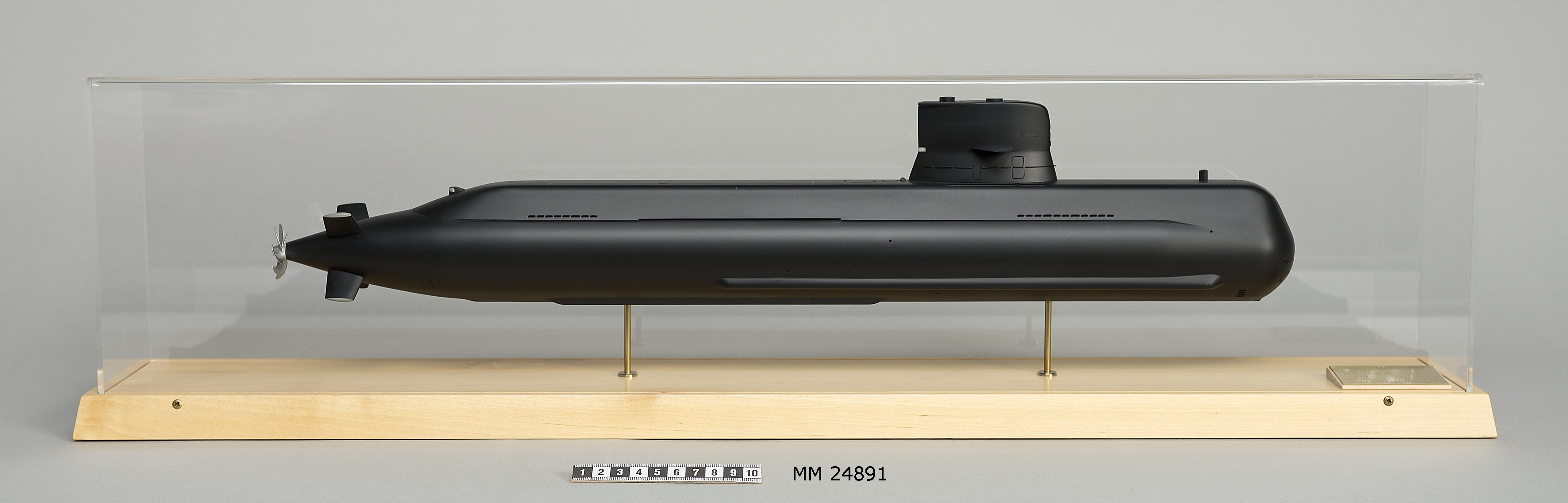
Skalamodell av Södermanland-klassen.

Södermanland är en ubåtsklass som ingår i svenska flottan. Den bestod av ubåtarna HMS Södermanland och HMS Östergötland där den senare numera är avrustad.

## Prestanda
Ubåtsklassen har varit i tjänst sedan 1989. Konstruktionen kombinerar de bästa egenskaperna från klasserna Sjöormen och Näcken. Ubåtstypen har Stirlingmotor och större ubåtsjaktkapacitet än tidigare klasser.

## Uppgradering och omklassning
Dessa två ubåtar sjösattes ursprungligen som Västergötland-klass år 1987 och 1990, men sjösattes igen i ny klass efter genomgående modernisering 2003-2004 av Kockums AB.

## Nya ubåtar ersätter gamla
I samband med vårbudgeten för 2010 meddelade regeringen Reinfeldt att två nya ubåtar beställts för leverans 2018–2019, för att då ersätta de två ubåtarna av Södermanland-klass.

### Noter

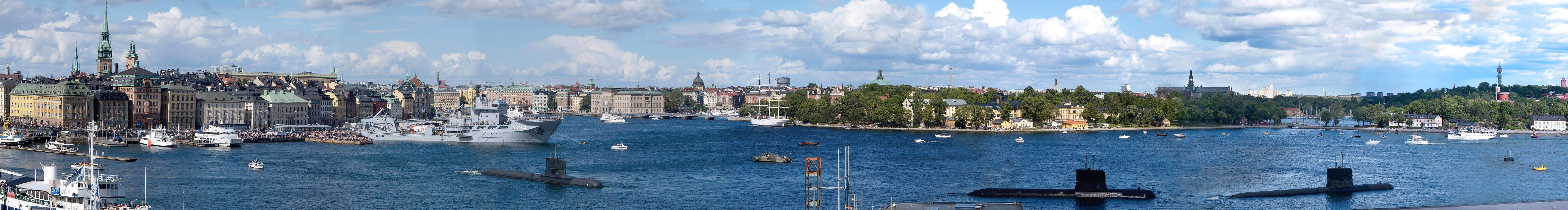
Ubåt av Södermanlandsklass i Stockholms ström under en uppvisning 2004. Längst till höger ett periskop.